# Lelum-Polelum (powieść)
Lelum-Polelum – powieść historyczna Walerego Przyborowskiego wydana w roku 1888. Akcja powieści rozgrywa się w czasach pierwszego historycznego władcy Polski Mieszka I, przeznaczona jest dla starszych dzieci.
Władca został w niej przedstawiony jako zabiegający o zniesienie pogaństwa i toczący walki z Niemcami, którzy starają się osłabić jego władzę nad plemionami polskimi. Zdaniem krytyków autor żywo odmalował w niej portret polskiego księcia i jego żony Dobrawy Przemyślidzkiej.
Wydanie książki z 1959 zostało wzbogacone ilustracjami Szymona Kobylińskiego.